# Setiadarma
Setiadarma is een bestuurslaag in het regentschap Bekasi van de provincie West-Java, Indonesië. Setiadarma telt 19.009 inwoners (volkstelling 2010).